# Absis

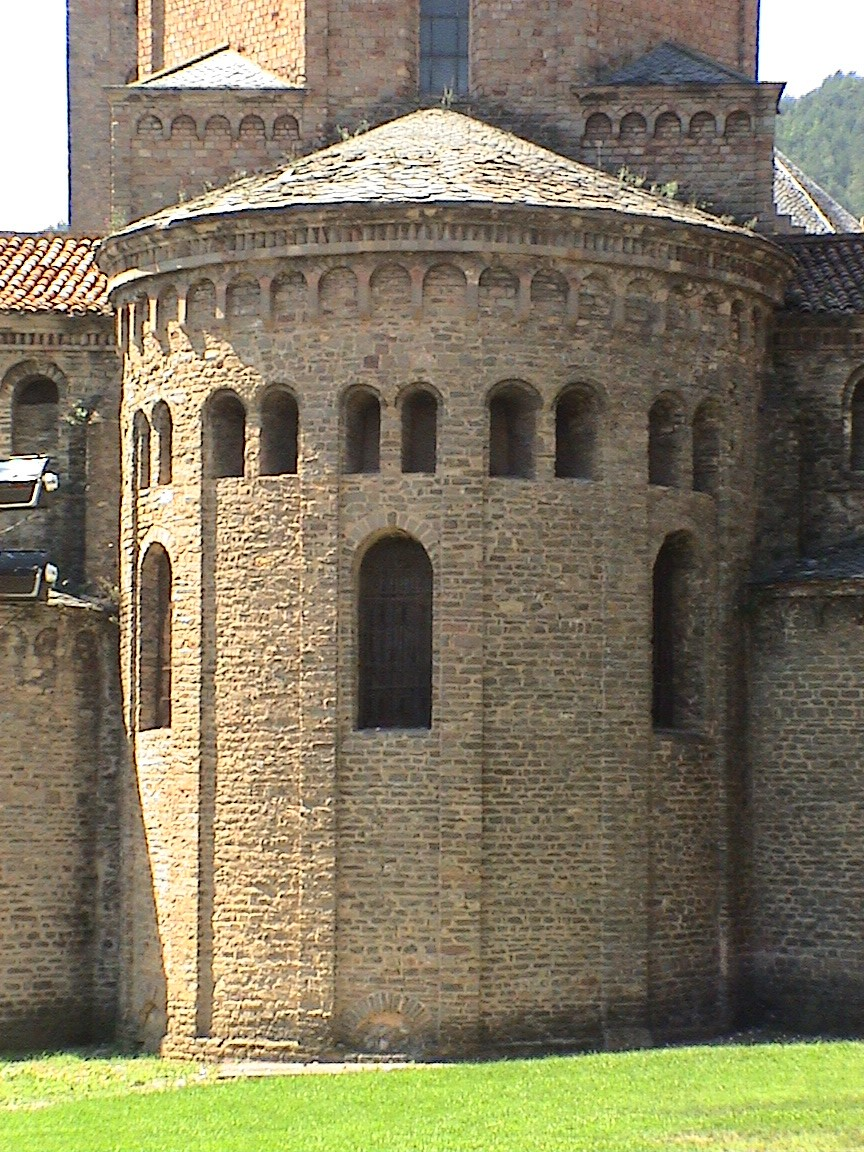
Absis principal de l'església del monestir de Santa Maria de Ripoll.

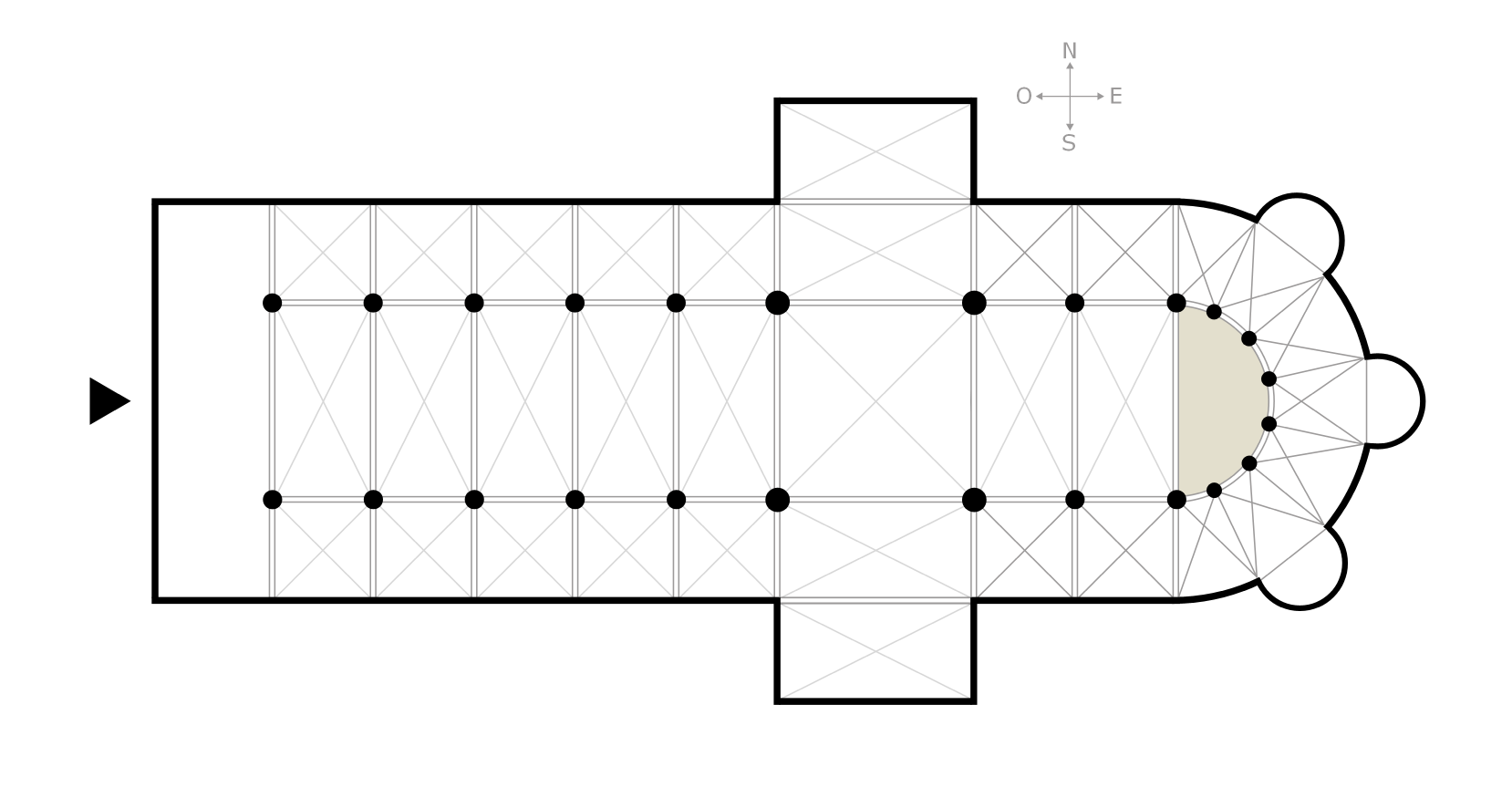
Representació esquemàtica de la planta d'una catedral. La capçalera d'aquest temple té tres absidioles disposades de forma radial i obertes a un deambulatori.

L'absis és una construcció adossada a la nau o les naus d'una església o temple, normalment de forma semicircular, tot i que n'hi ha de quadrangulars (absis carrats) i poligonals. Acostuma a ser cobert amb una volta (sovint de quadrant d'esfera) i acostuma a trobar-se darrere de l'altar formant capelles.
Quan un o diversos absis es troben en una posició secundària o són de dimensions reduïdes respecte a un altre del mateix edifici, hom parla d'absidioles. En aquest cas es poden disposar dins del conjunt edilici de moltes maneres, com ara obertes en forma radial al voltant d'un deambulatori.
Des de l'edicte de Milà les basíliques són edificis destinats al culte cristià, i els absis han servit per situar el presbiteri i l'altar en diversos estils arquitectònics com el romànic, el gòtic i el barroc.
La paraula absis prové del llatí absis, que al seu torn prové del grec ἀψίς (apsís), el significat del qual és el d'arc o volta.
En els temples romans l'absis era una fornícula en la qual s'allotjava l'estàtua d'una deïtat. També es va donar després aquesta denominació a les exedres de les basíliques romanes, és a dir, a uns espais de planta semicircular dotats de seients recolzats per l'interior del mur del recinte entre els quals es trobava la butaca del magistrat president. Davant seu se situava a vegades un altar per fer ofrenes i sacrificis. La Basílica Ulpia de Trajà pot ser un bon exemple d'això, amb els seus dos absis, un a cada extrem de la nau principal i una exedra independent.
Els temples paleocristians es van construir seguint les pautes de la basílica romana i van incorporar l'absis com un element habitual de la seva arquitectura. S'hi integraven el presbiteri i l'altar. En els actes litúrgics, els clergues o preveres ocupaven els setials que en els absis romans corresponien a les tribunes, mentre que el bisbe s'acomodava a la butaca presidencial davant l'altar.
Encara que a l'edat mitjana es van difondre altres models de planta eclesiàstica aliens a la basilical, com la de creu llatina, però no solament es va mantenir sinó que es va generalitzar l'ús de l'absis en les seves variades formes i disposicions, fins al punt de tenir-se per un dels components més característics de l'arquitectura romana d'Orient, romànica i gòtica.
Normalment l'absis és de planta semicircular, però no és estrany trobar-ne d'altres formes geomètriques, abunden el de planta quadrada o rectangular i el poligonal de major nombre de costats, com l'octogonal o dodecagonal. La coberta, també en general, és voltada en quart d'esfera o forn, sense descartar altres formes de volta, com la galleda en el cas de planta poligonal, o la d'aresta.
La disposició típica de l'absis és la que el situa a l'extrem oriental o capçalera de la nau central, sobresortint a l'exterior. S'ha de tenir en compte que, tret de comptades excepcions, els temples cristians s'han orientat sempre segons un eix est-oest (l'anomenat "eix litúrgic"), estant la capçalera a orient i la façana principal d'accés al front oposat, a occident. Quan hi ha més d'una nau és freqüent que es rematin amb un absis, a més de la sala central, cadascuna de les laterals. En aquests casos, els absis secundaris són de menor diàmetre i alçada que el central.
Un cas menys freqüent però no insòlit és el dels absis adossats al transsepte. Unes vegades es col·loquen com a rematada de cadascun dels seus extrems; altres vegades, oberts a manera de capelles a la banda est i distribuïts simètricament respecte a la nau. El mateix absis principal, quan té dimensions suficients, pot anar lobulat amb una sèrie d'absis menors, també anomenats absidioles, que formen una corona de nínxols o petites capelles absidals en el seu contorn. En particular, a l'absis central poden unir-se altres dos absis complementaris per formar un conjunt que es coneix com a «absis tricònquid».
Com a norma, en la qual caben excepcions, els absis presenten en el seu alçat dues parts ben diferenciades: la inferior constituïda per un sòcol cec, i una altra superior, separada o no d'aquella per una imposta que recorre horitzontalment tot el mur, en la qual s'obre un nombre imparell de finestres, de les quals la central es disposa axialment en relació amb la nau. De vegades, a l'exterior s'adossen columnes encapitellades de fust circular que s'aixequen fins al ràfec de la coberta i divideixen el parament en trams verticals.